# 2013 JE65
2013 JE65, também escrito como 2013 JE65, é um objeto transnetuniano que está localizado no Cinturão de Kuiper, uma região do Sistema Solar. Este corpo celeste é classificado como um plutino, pois, o mesmo está em uma ressonância orbital de 2:3 com o planeta Netuno. Ele possui uma magnitude absoluta de 9,3 e tem um diâmetro estimado de 61 km.

## Descoberta
2013 JE65 foi descoberto no dia 7 de maio de 2013 pelo Outer Solar System Origins Survey.

## Órbita
A órbita de 2013 JE65 tem uma excentricidade de 0,282 e possui um semieixo maior de 39,572 UA. O seu periélio leva o mesmo a uma distância de 28,398 UA em relação ao Sol e seu afélio a 50,746 UA.